# Wahalowski Wierch
Wahalowski Wierch (666 m) – wzniesienie blisko wschodniej granicy Beskidu Niskiego. Znajduje się nad wsią Komańczą.

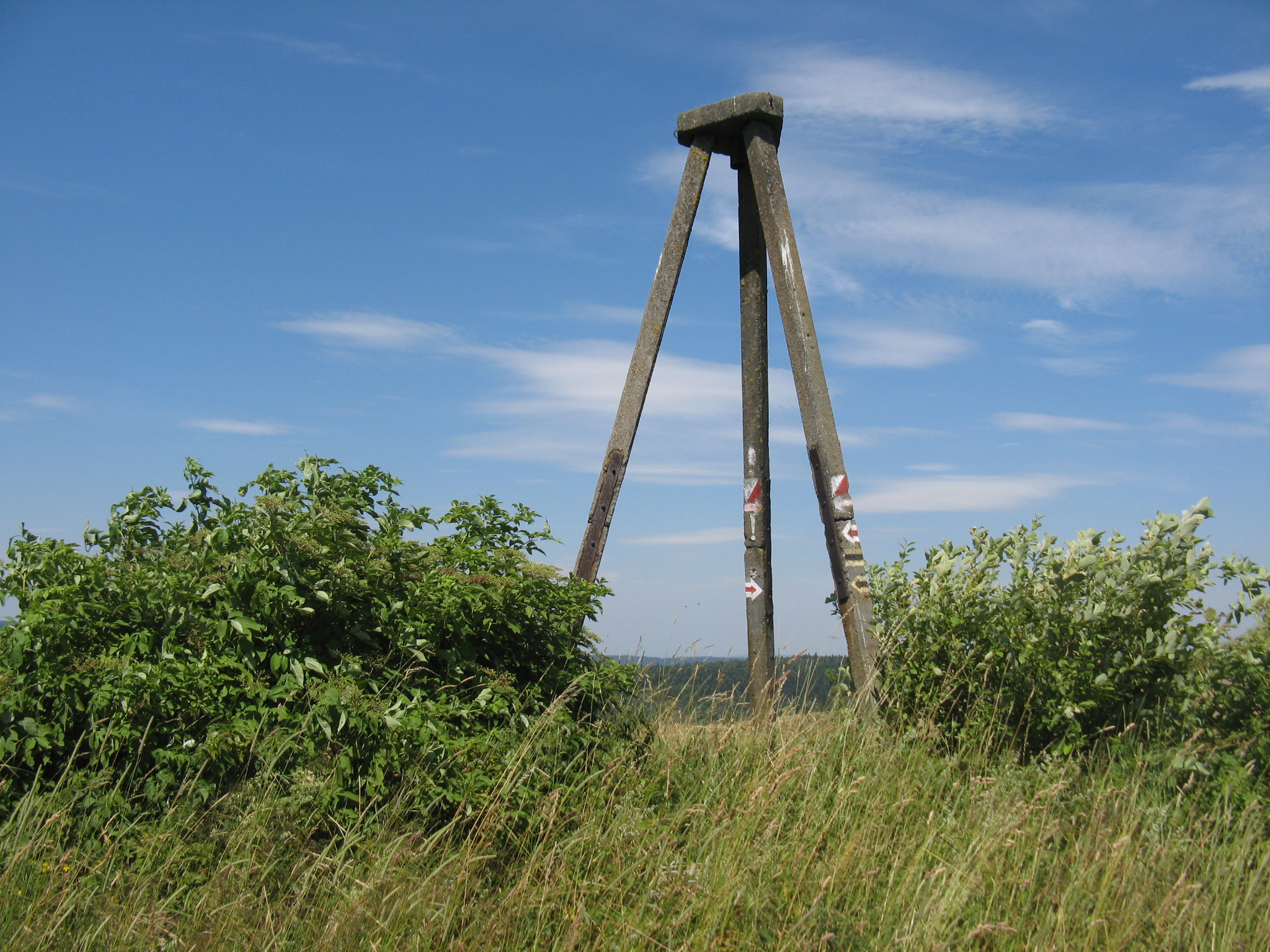
trójnóg triangulacyjny na szczycie

Szczyt głównie pokryty łąką; sporadyczne zarośla i samotne drzewa. Na szczycie znajduje się betonowy trójnóg niegdyś używany w triangulacji.
Szlaki turystyczne
 Główny Szlak Beskidzki na odcinku Tokarnia – Komańcza:
- z Komańczy koło schroniska PTTK – 4,4 km; 280 m przewyższenia; ok. 1:30 h
- z Tokarni przez grzbiet Kamienia – 10,4 km; 190 m przewyższenia; ok. 3:00 h